# François L'Yvonnet
François L'Yvonnet   () és un filòsof, escriptor i editor francès. Dirigeix les col·leccions “Via Latina” i “Philosophie”, a les editorials Albin Michel i L'Herne, respectivament. Ha dedicat part de la seva recerca a figures com Louis Massignon, Paul Claudel, Léon Bloy, George Steiner i Simone Weil, sobre els quals ha publicat diferents estudis. Juntament amb Thierry Gaudin ha escrit L'Avenir de l'Esprit (Albin Michel, 2001) i Discours de la méthode créatrice (Le Relié, 2003). Amic personal de Jean Baudrillard, va dirigir l'antologia Baudrillard (Cahiers de L'Herne, 2005).